# Додаткова вартість
Додатко́ва ва́ртість (англ. Surplus Value, нім. Mehrwert, рос. Прибавочная стоимость) — це вартість, створена працівниками понад вартість робочої сили і безкоштовно привласнена власником засобів виробництва. Виходячи з цього, вартість товару (W) можна виразити так:
де  с  — вартість засобів виробництва, V — вартість робочої сили,  m — додана вартість.
Додаткова вартість приймає форму прибутку, який, згідно марксизму, привласнюється власниками засобів виробництва (капіталу).
Вперше наукове обґрунтування вартості дав Вільям Петті. Він є родоначальником трудової теорії вартості. Глибше обґрунтування суті додаткової вартості дав Карл Маркс. Він виділяв 2 види додаткової вартості — абсолютну та відносну:
- абсолютна пов'язана з подовженням робочого дня;
- відносна пов'язана зі зростанням інтенсивності праці;
- надлишкова одержують окремі підприємці за допомогою більш досконалих машин і технологій, досягаючи на своїх підприємствах більш високої продуктивності праці.

## Додаткова і додана вартість
Слід відрізняти додаткову вартість (Surplus Value) від доданої вартості (Value Added). Додана вартість - термін з ринкової економіки, який означає чистий внесок фірми у створену продукцію, який вона додає до закуплених сировини і матеріалів своїми власними факторами виробництва - землею, капіталом, працею, підприємництвом. Відповідно до чотирьох видів економічних ресурсів, додана вартість складається з: 
1. Ренти, оренди
2. Амортизації, відсотків за капітал
3. Заробітної плати
4. Прибутку